# نیروی دریایی چوسان
نیروی دریایی چوسان (کره‌ای؛ هانگول: 조선수군) به نیروی دریایی پادشاهی چوسان گفته می‌شود. در حالی که در اصل مأموریت داشت از کشتی‌های تجاری و شهرهای ساحلی در برابر حملات دزدان‌ دریایی‌ ژاپن محافظت کند، نیروی دریایی پادشاهی چوسان بیشتر به دلیل شکست دادن نیروهای دریایی ژاپن در طول جنگ ایمجین یا تهاجم ژاپن به کره (۱۵۹۸–۱۵۹۲) شناخته می‌شود و اغلب این نیروی دریایی عامل متوقف کردن حمله ژاپن شناخته می‌شود.

## تاریخچه
در سال‌های اولیه دودمان پادشاهی چوسان، نیروهای دریایی به دلیل مواجه با موضوع دزدان دریایی به اوج خود در عدد پنجاه هزار پرسنل رسید.
اما عملکردهای دریایی در خلال سلسله پادشاهی چوسان به عدم استعمال کشیده شد، در حالیکه کشتی‌های ماهیگیری بر عملکرد و رونق خویش استمرار بخشیدند. به دلیل صلح نسبی که در خلال عهد پادشاهی چوسان برقرار بود، کل نیروی نظامی پادشاهی چوسان تضعیف شد و مورد غفلت قرار گرفت. همچنین با سیاست پادشاهان کره ای که بر کشاورزی و ایده‌آل‌های کنفسیوسی تمرکز داشت، نیروی دریایی کره به همراه باقی ارتش کره به‌طور پیوسته‌ای تضعیف شد.
اما پادشاه سجونگ در سال ۱۴۱۹ یی جونگ مو را به قصد نابود کردن ژاپنی‌ها در جزیره تسوشیما در طی لشکرکشی اویی فرستاد. این اقدام در پاسخ به یورش‌های دزدان دریایی واکو به شهرهای ساحلی کره صورت پذیرفت. یی ۲۲۷ کشتی کره ای و در حدود هفده هزار سرباز را با خود برد و با حمله به استحکامات ژاپنی‌ها در جزیره تسوشیما، نابودی محصولات کشاورزی و کشتن دزدان دریایی و جزیره‌نشینان ژاپنی، موفق شد کشتی‌های آنان را غارت کند. خاندان سو که در آن زمان مسندی حاکمیتی در ژاپن داشتند، تسلیم شده و تقاضای پرداخت خراج دادند. کره به خاندان سو اجازه داد تا بتواند با لنگرگاه‌های ساحلی کره داد و ستد داشته باشد به این شرط که دزدان دریایی واکو سرکوب شوند.
سرانجام کره کشتی‌های چوبی قدرتمندی به نام پانوکسون که ستون فقرات نیروی دریایی پادشاهی چوسان را تشکیل می‌داد ساخت. در قرن پانزدهم میلادی و به دستور سجونگ کبیر، توپ‌های قدرتمندتری توسعه یافته و آزمایش شدند. این توپ‌ها که بر روی کشتی‌های جنگی مورد استفاده قرار می‌گرفتند، در طی اقدام در برابر کشتی‌های دزدان دریایی ژاپنی به شدت موفقیت‌آمیز بودند. پانوکسون‌ها و نیروی دریایی کره در خلال تهاجم ژاپن به کره (۱۵۹۸–۱۵۹۲) به‌طور گسترده‌ای مورد استفاده قرار گرفتند، این اتفاق زمانی روی داد که استراتژی فوق‌العاده دریاسالار یی سون شین ناوگان‌های ژاپنی‌ها را با ناکامی مواجه ساخت. همچنین دریاسالار یی کشتی لاک‌پشتی را بر اساس یک طرح قدیمی توسعه داد.